# Drönare

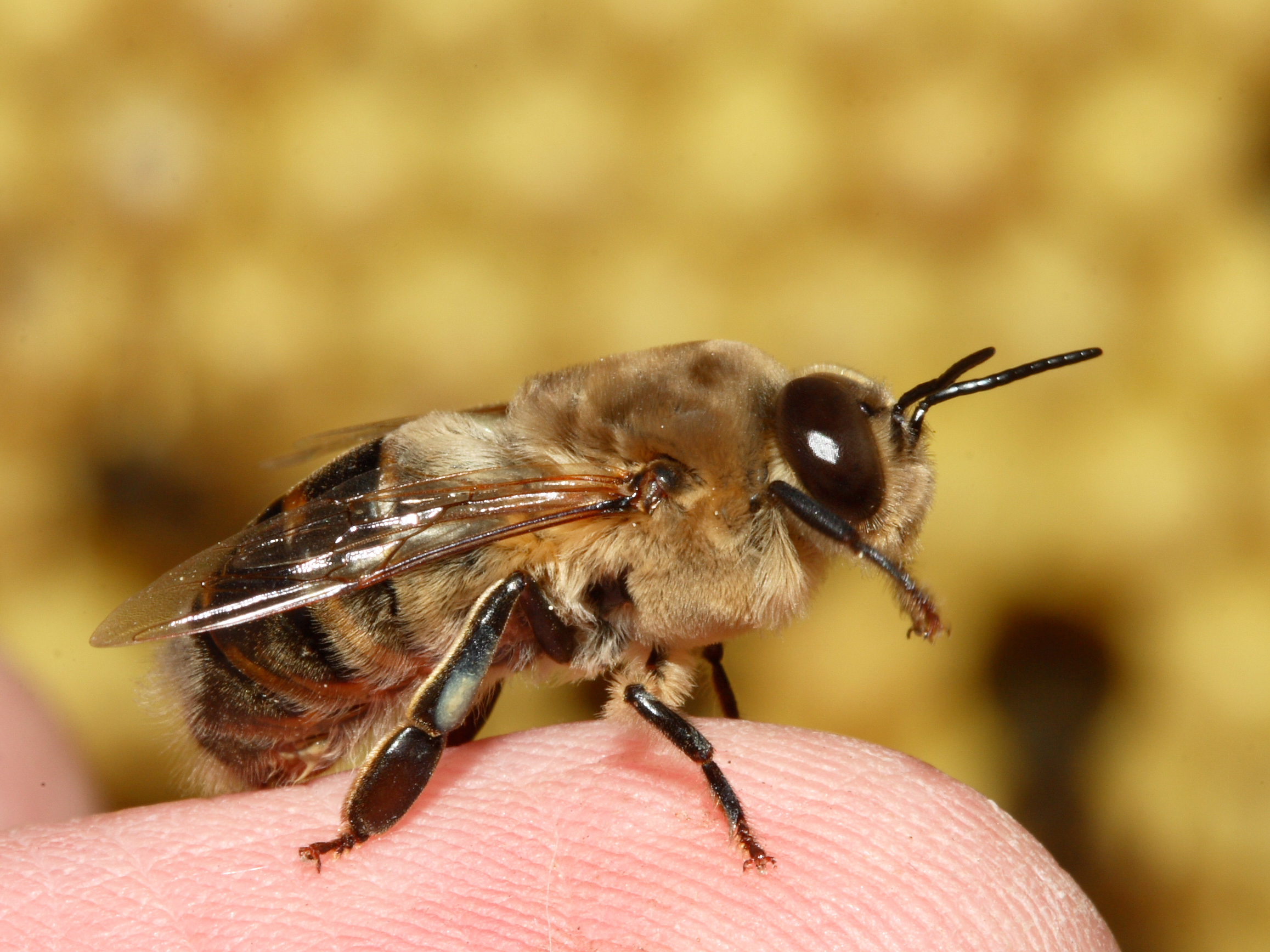
Drönare av honungsbi.

Drönare är hannar av sociala gaddsteklar, som myror, getingar och bin. Dessa utvecklas ur obefruktade ägg, vilket innebär att de är haploida. En drönare saknar gadd.